# 比洛克里尼齊亞 (茲博羅夫區)
49°46′0″N 25°16′45″E / 49.76667°N 25.27917°E
比洛克里尼齊亞（烏克蘭語：Білокриниця），是烏克蘭的村落，位於該國西部捷爾諾波爾州，由捷尔诺波尔区負責管轄，處於洛普尚卡河畔，始建於1532年，面積99.4平方公里，2001年人口235。